# Marilena Dumitrescu
Marilena Dumitrescu (7 ottobre 1964) è un'ingegnere ed ex politica rumena.
Rappresentante della minoranza italo-romena del Distretto di Galați, fu eletta alla Camera dei deputati rumena nella legislatura 1996-2000.